# Jacobiasca renschi
Jacobiasca renschi är en insektsart som först beskrevs av Irena Dworakowska 1970.  Jacobiasca renschi ingår i släktet Jacobiasca och familjen dvärgstritar. Inga underarter finns listade i Catalogue of Life.